# Schlachthofbronx

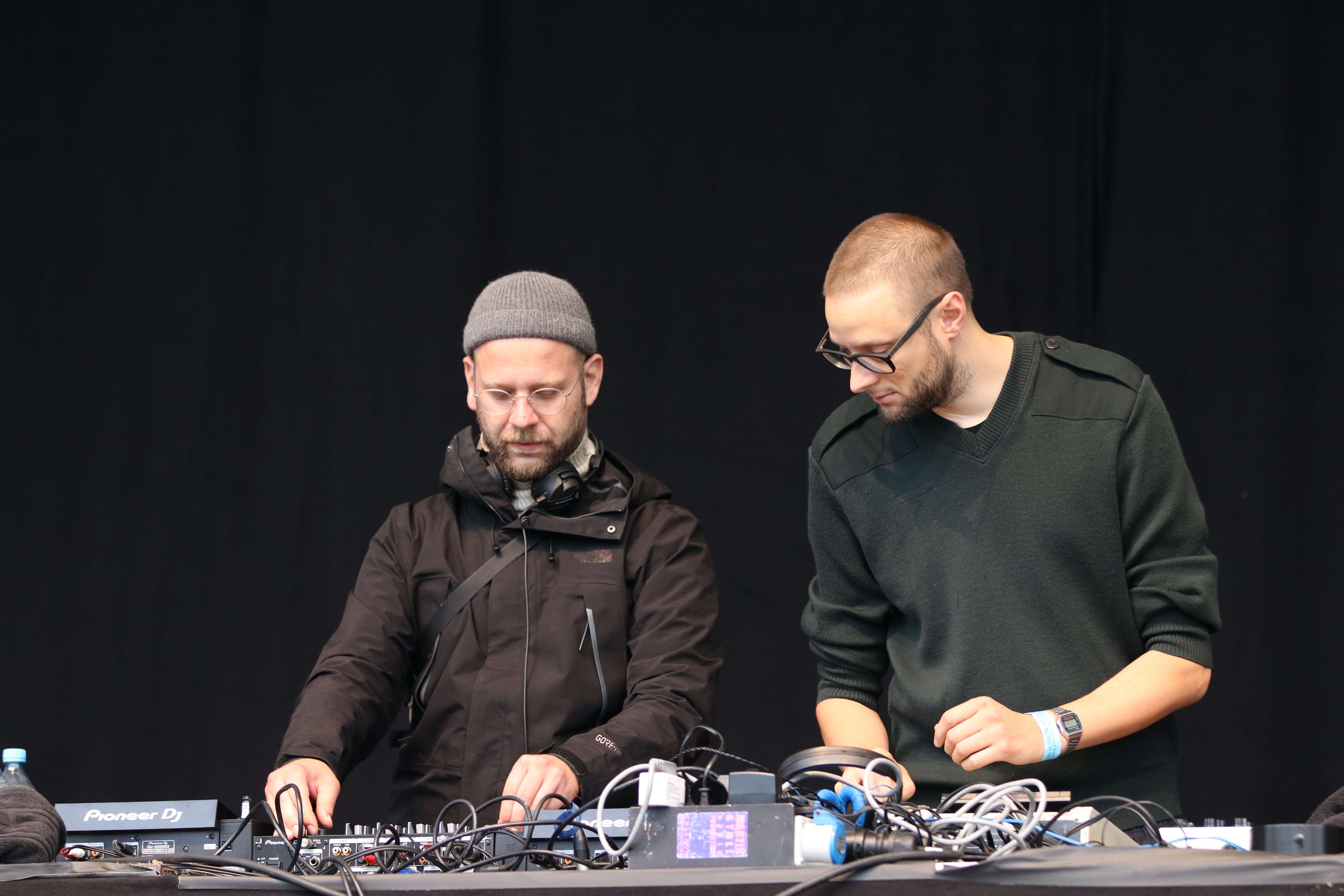
Schlachthofbronx, 2018

Schlachthofbronx ist ein Münchner Musikproduzenten- und DJ-Duo, welches Weltmusik mit elektronischer Musik kreuzt. Es besteht aus Benedikt Wiessmeier und Jakob Döring.

## Geschichte
Schlachthofbronx wurde im Januar 2008 im Münchner Schlachthofviertel von den drei DJs Benedikt Wiessmeier, Jakob Döring, und Christoph Brandner gegründet. In der Anfangszeit benutzten sie die Künstlernamen „Subbass-Commandante Graf von Stierenfroed“, „DJ King Augenring“, und „Bass-King T“.
Das Trio schrumpfte 2009 mit dem Ausstieg von Christoph Brandner zum Duo. Im selben Jahr erschien das erste Album Schlachthofbronx auf dem Münchner Plattenlabel Disko B und Schlachthofbronx wurde in arte Tracks vorgestellt. Schlachthofbronx bezeichneten das Debüt-Album selbst später als „ein Sammelsurium an Ideen und Prototypen“ und als „sehr verspielt“. Auf dem Album findet sich mit Schorschl Take 3 auch eine Kollaboration mit G.Rag und die Landlergschwister, welche sich im Bereich der bayerischen Volksmusik bewegt. Es folgten weltweite Auftritte in Russland, Mexiko, Kanada, USA (SXSW-Festival in Austin) und auf diversen Festivals in Europa wie z. B. Sónar, Lowlands, Roskilde, Eurokennes, Frequency, Dour oder Melt. 2010 begleiteten sie M.I.A. auf ihrer Europatour.
2011 erschienen mit Nasty Bass und der Chambacu Remix EP zwei EPs beim renommierten Mad-Decent-Label von Diplo und 2012 erschien das zweite Album Dirty Dancing, wiederum auf Disko B. Im Mai 2014 wurde das dritte Studioalbum Rave and Romance erst als kostenloser Download, später auch regulär veröffentlicht. Anfang 2015 unterschrieb die Gruppierung einen Publishing Deal mit Warner/Chappell Music.
2017 veröffentlichte das Duo sein viertes Studioalbum namens Haul & Pull Up.
2019 wurde das Duo neben der Sängerin Ebow mit dem Förderpreis Musik der Landeshauptstadt München ausgezeichnet. In der Begründung hieß es, dass Schlachthofbronx „es schafften, Menschen mit ihrer Mischung aus Reggae, Dancehall, Techno, Dubstep und Volksmusik mitzureißen.“

## Musikstil
Schlachthofbronx produzieren Musik verschiedener Musikstile und Genres. Sie selbst bezeichnen das Ergebnis als „hybride Clubmusik“. Im Zusammenhang mit der Gruppierung wurden unter anderem die Musikrichtungen Baile Funk, Baltimore Club, Dancehall, Dub, Dubstep, Elektro, Footwork, Ghetto Tech, Kuduro, Miami Bass, Reggae, Techno, Volksmusik, und Weltmusik genannt.
Neben eigenen Veröffentlichungen ist das Duo auch in der Musikproduktion aktiv und hat bereits mit Künstlern wie Snoop Dogg, M.I.A., Major Lazer, und Spoek Mathambo zusammengearbeitet.

## Auftritte
Schlachthofbronx legen in München unter anderem regelmäßig in der Roten Sonne und der Muffathalle auf und traten auf dem Oktoberfest auf. Im Rahmen des Kultursommers (2020/21) bzw. des „The Roof“ Festivals (2022) kuratierten sie zudem eine Bühne im Olympiastadion bzw. -park. Sie haben regelmäßige Clubshows in Deutschland und Europa.
International waren Schlachthofbronx auf Tour in Ländern in Asien, Nord- und Südamerika, sowie Afrika.
Seit 2016 tritt Schlachthofbronx zusätzlich mit einem Projekt namens Blurred Vision auf. Erklärtes Ziel dabei ist es, den Bass und dadurch die Musik im ganzen Körper zu spüren, wozu ein Soundsystem mit mehr als 50.000 Watt eingesetzt wird. Gespielt wird vor allem basslastige Musik, die „von den Genres Dub und Reggae über Grime und Hip-Hop bis zu Garage, Footwork und Hybridstylen reicht.“ Das Projekt hat seine Ursprünge in der internationalen Soundsystem-Kultur. Auftritte gab es unter anderem in München, Nürnberg, Stuttgart, Berlin, Hamburg, Salzburg und Basel.

## Diskografie

### Alben
- 2009: Schlachthofbronx (Disko B)
- 2012: Dirty Dancing (Disko B)
- 2014: Rave and Romance (Disko B)
- 2017: Haul & Pull Up (Rave And Romance Records)

### EPs
- 2009: Belly Full of Pills EP (Disko B, feat. Slush Puppy Kids)
- 2010: Ayoba EP (Man Recordings)
- 2010: Ayoba Remix EP (Man Recordings)
- 2010: Foc Me Avontade ft. Gringo & Nem (Man Recordings)
- 2011: Nasty Bass EP (Mad Decent)
- 2011: Chambacu (Remixes) EP (Mad Decent)
- 2011: Backup Run (Enchufada)
- 2011: Mudders EP (Mixpak)
- 2011: Carimbo EP (Man Recordings)
- 2016: Haul & Pull Up (EP1) (Rave And Romance Records)
- 2017: Haul & Pull Up (EP2) (Rave And Romance Records)
- 2017: Haul & Pull Up (EP3) (Rave And Romance Records)

### Singles
- 2012: Slowine / Dickie Riddim
- 2012: Everyday of the Week (feat. DJ Assault)
- 2013: Apizaco
- 2017: Don
- 2018: Drive By
- 2019: X
- 2020: Wine 'Til the Morning (feat. XL Mad)
- 2020: Come In (feat. Lady Smita)
- 2020: Head Bad (feat. RG Skinny)
- 2020: Vem Que Tem (2PeKes Remix) [feat. MC Marina]
- 2020: Bubble (feat. Ten G$)
- 2021: Cabin Fever

### Musikvideos
- 2010: Too High (feat. Big Space & Spoek Mathambo)
- 2012: Slowine / Dickie Riddim (feat. Warrior Queen)
- 2012: Everyday of the Week (feat. DJ Assault, Regie: Jakub Rzucidlo)
- 2014: Lights Off (feat. Nicky Da B, Regie: Jakub Rzucidlo)
- 2014: Up (Regie: Jakub Rzucidlo)
- 2014: Bump and Grind (feat. Nicky Da B, Regie: Tibor Bozi)
- 2016: Copper and Lead (feat. Riko Dan, Regie: David Cecil)
- 2017: Goodbye (feat. Gonjasufi, Regie: Shams Bhanji)
- 2017: Electone
- 2021: Cabin Fever